# Ezprogui
Ezprogui (em castelhano) ou Ezporogi (em basco) é um município da Espanha na província e comunidade foral (autónoma) de Navarra. Tem 46,39 km² de área e em 2021 tinha 43 habitantes (densidade: 0,9 hab./km²).

## Demografia
| Variação demográfica do município entre 1991 e 2004 | Variação demográfica do município entre 1991 e 2004 | Variação demográfica do município entre 1991 e 2004 | Variação demográfica do município entre 1991 e 2004 |
| --------------------------------------------------- | --------------------------------------------------- | --------------------------------------------------- | --------------------------------------------------- |
| 1991                                                | 1996                                                | 2001                                                | 2004                                                |
| 76                                                  | 67                                                  | 61                                                  | 62                                                  |